# 氮化铍
氮化铍，化学式Be3N2，是铍的氮化物。它会水解成氢氧化铍和氨。

## 制备
铍和氨在1100 °C下反应：
{\displaystyle \mathrm {3\ Be+2\ NH_{3}\longrightarrow \ Be_{3}N_{2}+3\ H_{2}} }
铍和氮在1100 °C至1500 °C下直接反应：
{\displaystyle \mathrm {3\ Be+N_{2}\longrightarrow Be_{3}N_{2}} }
铍在空气中燃烧会产生氮化铍和氧化铍。

## 用处
氮化铍可用于耐火陶瓷和核反应堆。它也用来制备用作放射性示踪剂和核医学放射性药物的碳-14。

## 性质
氮化铍是浅灰色固体，在水、酸和碱中分解，放出氨气。
{\displaystyle \mathrm {Be_{3}N_{2}+6\ HCl\longrightarrow 3\ BeCl_{2}+2\ NH_{3}} }
{\displaystyle \mathrm {Be_{3}N_{2}+6\ NaOH\longrightarrow 3\ Na_{2}BeO_{2}+2\ NH_{3}} }
{\displaystyle \mathrm {Be_{3}N_{2}+6\ H_{2}O\longrightarrow 3\ Be(OH)_{2}+2\ NH_{3}} }
它和氮化硅在1800–1900 °C的氨气下反应，形成BeSiN2。
氮化铍会被600 °C的空气氧化。氮化铍在真空下于2000 °C以上升华。氮化铍有两种结构，其中α-Be3N2是反萤石结构的，空间群 Ia3（No. 106），晶格参数a = 814.518 pm；而β-Be3N2则是六方晶系的，空间群P63/mmc（No. 194）。低温相态α-氮化铍会在 1450 °C以上变成β-氮化铍。